# Alopecosa turanica
Alopecosa turanica là một loài nhện trong họ Lycosidae.
Loài này thuộc chi Alopecosa. Alopecosa turanica được Savelyeva miêu tả năm 1972.